# Japanology Plus
『Japanology Plus』（ジャパノロジー・プラス）は、NHKワールドTVで2014年4月3日から放送されている教養番組である。日本国内ではNHK BS1で同年4月14日から放送されている。

## 概要
2014年3月まで同局で放送されていた『Begin Japanology』の後継番組で、同様に日本の伝統芸能・自然・技術などを紹介している。司会も同様にピーター・バラカンが務めており、ピーター自らが各回特集分野の専門家たちから話を伺っている。「プラス ワン」コーナーでは、アメリカ人ライターのマット・アルトが出演している。

## 放送時間
いずれも2024年4月時点でのデータ。別の時間帯での再放送あり。
- NHKワールドTV：木曜11:30 - 12:00（初回放送、協定世界時[2]）他、木曜日（日本時間では木-金曜日相当）にかけて3回再放送。これとは別に週末を中心に随時5分バージョン（Japanology Plus mini）が放送されている。
- NHK BS（2023年11月までNHK BS1）：火曜 4:00 - 4:28 （月曜深夜、日本標準時　2024年度以後　2018年度以前は同曜日の3:00ｰ3:28、2019-2023年度は4:30-4:58だった）